# إبراهيم حمودة
إبراهيم حموده (12 يناير 1912 - 16 يناير 1986) هو مغني وممثل مصري.

## حياته ونشأته
من مواليد حي باب الشعرية كان أبوه منشدًا في جامع الخازندار انضم مع أبوه في فرقته الإنشادية. التحق بمعهد الإذاعة العربية ثم بمدرسة فن الاستعراض. تتلمذ على يد محمد عبد الوهاب كما تتلمذ على يد مصطفى رضا، وصفر علي، وغنّى في الملاهي. وتنقل بين المسارح والكازينوهات، وأشهرها مسرح «بديعة مصابني»: مثل في أوبريت شهرزاد عام 1946، وقامت بالبطولة أمامه رجاء عبده، وعقيلة راتب. وكان مخرج هذا الأوبريت زكي طليمات وكذلك أوبريت الفلاحة وأوبريت الأميرة روشتارة. يعتبر إبراهيم حمودة هو أول مطرب يشارك أم كلثوم في أغاني الثنائيات.
غنِى في أفلام في عدة أفلام واعتزل الفن في منتصف الستينيات. حصل على جائزة الدولة التقديرية في 8 مارس 1978 وتوفي في 16 يناير 1986 .

## افلامه السينمائه
| - العلمين:1965 - الحب الصامت:1958-غناء - الحموات الفاتنات:1953-غناء - فتاة السيرك:1951 - كلام الناس:1949 - معروف الإسكافي:1947 | - الدنيا بخير:1946 - الصبر طيب:1945-حمادة - قصة غرام:1945-جلال - ليلة الجمعة:1945-إبراهيم حمودة - حنان:1944-عزيز زكي الحمامصي - ليلى البدوية:1944 | - نور الدين والبحارة الثلاثة:1944 - شهداء الغرام:1944-بدر بيه الشريف - يسقط الحب:1943 - نداء القلب:1943 - عايدة:1942-سامي - ليلى بنت الصحراء:1937 |

## أخرى
| - البنورة المسحورة: 1964-مسلسل - شهرزاد:1921-مسرحية - ليلة الجمعة: 1945- غناء | - قصة غرام : 1945-ألحان - نور الدين والبحّاره الثلاثة: 1944- الألحان - سيد درويش-0 -مسلسل إذاعي -غناء |

## روابط خارجية
- إبراهيم حمودة على موقع IMDb (الإنجليزية)
- إبراهيم حمودة على موقع الدهليز
- إبراهيم حمودة على موقع قاعدة بيانات الأفلام العربية
- إبراهيم حمودة على موقع قاعدة بيانات الفيلم (الإنجليزية)